# Malý Javorník (Javorníky)
Malý Javorník je nejvyšší vrchol a zároveň jediná tisícovka české části Javorníků. Leží na česko-slovenské hranici a má výšku 1019 m n. m. Přes vrchol vede i červená turistická značka, která se zde od hranice odklání a pokračuje do slovenské části Javorníků, mj. i na 5 km vzdálený Veľký Javorník, nejvyšší horu celých Javorníků, vysokou 1072 m n. m. Na západním svahu vrcholu byla v prosinci 2013 vyhlášená stejnojmenná přírodní rezervace.

## Popis přístupu
Nejsnadnější přístup je od západu po zmíněné červené značce ze sedla pod Kohútkou (5,5 km), případně od severu po žluté značce z Karolinky kolem stejnojmenné přehrady (10 km).